# بوگونی، مالی
بوگونی (به لاتین: Bougouni) یک منطقهٔ مسکونی در مالی است که در استان سیکاسو واقع شده‌است.
 بوگونی  ۵۹,۶۷۹ نفر جمعیت دارد و ۳۴۴ متر بالاتر از سطح دریا واقع شده‌است.

## خواهرخوانده
شهرهای آرپاژون-سور-کر و اوریاک خواهرخوانده‌های بوگونی، مالی هستند.